# Neurergus
Neurergus is een geslacht van salamanders uit de familie echte salamanders (Salamandridae). De groep werd voor het eerst wetenschappelijk beschreven door Edward Drinker Cope in 1862.
Er zijn vier soorten die voorkomen in delen van Azië en leven in de landen Turkije, Iran en Irak.

## Soorten
Geslacht Neurergus
- Soort Neurergus crocatus – Urmiasalamander
- Soort Neurergus derjugini
- Soort Neurergus kaiseri
- Soort Neurergus strauchii